# Kupa e Shqipërisë 2011-2012
La Coppa d'Albania 2011-2012 è stata la 60ª edizione della competizione. Il torneo è cominciato il 7 settembre 2011 ed è terminato il 17 maggio 2012. Il KF Tirana ha vinto il trofeo per la quindicesima volta, la seconda consecutiva.

## Formula
Alla coppa hanno partecipato squadre dei primi tre livelli del campionato albanese. Otto squadre di Kategoria e Dytë hanno preso parte ai due turni preliminari, disputati con partite di sola andata.

Le 2 squadre qualificate dai preliminari si sono unite alle 14 di Kategoria Superiore 2011-2012 e alle 16 di Kategoria e Parë per il tabellone principale del torneo. Tutti i turni fino alle semifinali si giocano con partite di andata e ritorno; la finale si è giocata in gara unica.

## Primo turno preliminare
Le partite si sono giocate il 7 settembre 2011.
| Squadra 1        | Risultato         | Squadra 2 |
| ---------------- | ----------------- | --------- |
| Partizani Tirana | 0 – 3             | Sukhti    |
| Tërbuni Pukë     | 0 – 0 (3 – 0 dtr) | Luzi 2008 |
| Bilisht Sport    | 3 – 0             | Përmeti   |
| Domozdova        | 3 – 0             | Tepelena  |

## Secondo turno preliminare
Le partite si sono giocate il 14 settembre 2011.
| Squadra 1     | Risultato | Squadra 2 |
| ------------- | --------- | --------- |
| Tërbuni Pukë  | 2 – 0     | Sukhti    |
| Bilisht Sport | 2 – 1     | Domozdova |

## Primo turno
Le partite di andata si sono giocate il 21 settembre 2011, quelle di ritorno il 28 settembre.
| Squadra 1     | Totale      | Squadra 2         | Andata | Ritorno |
| ------------- | ----------- | ----------------- | ------ | ------- |
| Adriatiku     | 2 – 3       | Elbasani          | 1 – 0  | 1 – 3   |
| Gramozi       | 2 – 8       | Apolonia Fier     | 1 – 5  | 1 – 3   |
| Luftëtari     | 1 – 0       | Tomori            | 1 – 0  | 0 – 0   |
| Valona        | 0 – 6       | Dinamo Tirana     | 0 – 3  | 0 – 3   |
| Kukësi        | 2 – 4       | Teuta             | 1 – 1  | 1 – 3   |
| Iliria        | 2 – 7       | Bylis Ballsh      | 1 – 6  | 1 – 1   |
| Skrapari      | 2 – 10      | Laçi              | 0 – 3  | 2 – 7   |
| Bilisht Sport | 1 – 15      | Flamurtari Valona | 1 – 4  | 0 – 11  |
| Besëlidhja    | 0 – 4       | Besa Kavajë       | 0 – 2  | 0 – 2   |
| Lushnja       | 2 – 2 (gfc) | Kamza             | 2 – 1  | 0 – 1   |
| Ada           | 1 – 4       | Pogradeci         | 1 – 2  | 0 – 2   |
| Burreli       | 2 – 8       | Shkumbini         | 2 – 1  | 0 – 7   |
| Gramshi       | 2 – 4       | Kastrioti         | 1 – 2  | 1 – 2   |
| Himara        | 1 – 10      | Tirana            | 0 – 3  | 1 – 7   |
| Butrinti      | 2 – 5       | Vllaznia          | 2 – 3  | 0 – 2   |
| Tërbuni Pukë  | 1 – 5       | Skënderbeu        | 1 – 2  | 0 – 3   |

## Secondo turno
Le partite dei gironi si sono giocate tra il 19 ottobre e il 21 dicembre 2011.

### Girone A
| Squadra       | Pt. | G | V | N | P | GF | GS | DR |
| ------------- | --- | - | - | - | - | -- | -- | -- |
| Tirana        | 18  | 6 | 6 | 0 | 0 | 13 | 4  | +9 |
| Laçi          | 8   | 6 | 2 | 2 | 2 | 7  | 5  | +2 |
| Apolonia Fier | 7   | 6 | 2 | 1 | 3 | 11 | 13 | -2 |
| Shkumbini     | 1   | 6 | 0 | 1 | 5 | 10 | 19 | -9 |

|                 | APO   | LAÇ   | SHK   | TIR   |
| --------------- | ----- | ----- | ----- | ----- |
| Apolonia Fier ! |       | 1 – 3 | 5 – 2 | 1 – 2 |
| Laçi            | 0 – 0 |       | 3 – 1 | 0 – 1 |
| Shkumbini       | 3 – 4 | 1 – 1 |       | 2 – 3 |
| Tirana          | 3 – 0 | 1 – 0 | 3 – 1 |       |

### Girone B
| Squadra           | Pt. | G | V | N | P | GF | GS | DR  |
| ----------------- | --- | - | - | - | - | -- | -- | --- |
| Flamurtari Valona | 10  | 6 | 3 | 1 | 2 | 6  | 3  | +3  |
| Kamza             | 9   | 6 | 2 | 3 | 1 | 9  | 4  | +5  |
| Teuta             | 9   | 6 | 2 | 3 | 1 | 4  | 2  | +2  |
| Pogradeci         | 4   | 6 | 1 | 1 | 4 | 4  | 14 | -10 |

|                     | FLA   | KAM   | POG   | TEU   |
| ------------------- | ----- | ----- | ----- | ----- |
| Flamurtari Valona ! |       | 0 – 0 | 3 – 0 | 1 – 0 |
| Kamza               | 1 – 0 |       | 6 – 0 | 0 – 0 |
| Pogradeci           | 1 – 2 | 3 – 1 |       | 0 – 2 |
| Teuta               | 1 – 0 | 1 – 1 | 0 – 0 |       |

### Girone C
| Squadra     | Pt. | G | V | N | P | GF | GS | DR |
| ----------- | --- | - | - | - | - | -- | -- | -- |
| Kastrioti   | 13  | 6 | 4 | 1 | 1 | 15 | 8  | +7 |
| Skënderbeu  | 12  | 6 | 4 | 0 | 2 | 10 | 7  | +3 |
| Luftëtari   | 7   | 6 | 2 | 1 | 3 | 9  | 12 | -3 |
| Besa Kavajë | 3   | 6 | 1 | 0 | 5 | 3  | 10 | -7 |

|               | BES   | KAS   | LUF   | SKË   |
| ------------- | ----- | ----- | ----- | ----- |
| Besa Kavajë ! |       | 1 – 3 | 2 – 0 | 0 – 1 |
| Kastrioti     | 2 – 0 |       | 4 – 1 | 3 – 1 |
| Luftëtari     | 1 – 0 | 3 – 3 |       | 4 – 1 |
| Skënderbeu    | 3 – 0 | 2 – 0 | 2 – 0 |       |

### Girone D
| Squadra       | Pt. | G | V | N | P | GF | GS | DR  |
| ------------- | --- | - | - | - | - | -- | -- | --- |
| Vllaznia      | 16  | 6 | 5 | 1 | 0 | 19 | 7  | +12 |
| Bylis Ballsh  | 13  | 6 | 4 | 1 | 1 | 13 | 8  | +5  |
| Dinamo Tirana | 3   | 6 | 1 | 0 | 5 | 6  | 14 | -8  |
| Elbasani      | 3   | 6 | 1 | 0 | 5 | 7  | 16 | -9  |

|                | BYL   | DIN   | ELB   | VLL   |
| -------------- | ----- | ----- | ----- | ----- |
| Bylis Ballsh ! |       | 2 – 1 | 4 – 1 | 2 – 4 |
| Dinamo Tirana  | 1 – 2 |       | 1 – 2 | 0 – 3 |
| Elbasani       | 1 – 3 | 0 – 1 |       | 2 – 4 |
| Vllaznia       | 0 – 0 | 5 – 2 | 3 – 1 |       |

## Quarti di finale
Le qualificate al secondo turno sono state divise in 2 gruppi da 4 squadre, con partite di andata e ritorno. Le prime 2 squadre classificate si sono qualificate per le semifinali. Le partite si sono giocate tra il 28 gennaio e il 20 marzo 2012.

### Gruppo 1
| Squadra      | Pt. | G | V | N | P | GF | GS | DR |
| ------------ | --- | - | - | - | - | -- | -- | -- |
| Tirana       | 11  | 6 | 3 | 2 | 1 | 8  | 4  | +4 |
| Kastrioti    | 10  | 6 | 3 | 1 | 2 | 9  | 9  | 0  |
| Bylis Ballsh | 9   | 6 | 2 | 3 | 1 | 11 | 7  | +4 |
| Kamza        | 2   | 6 | 0 | 2 | 4 | 3  | 11 | -8 |

|              | TIR   | KAS   | KAM   | BYL   |
| ------------ | ----- | ----- | ----- | ----- |
| Tirana !     |       | 2 – 0 | 2 – 0 | 1 – 1 |
| Kastrioti    | 2 – 1 |       | 0 – 0 | 4 – 2 |
| Kamza        | 1 – 2 | 1 – 2 |       | 0 – 0 |
| Bylis Ballsh | 0 – 0 | 3 – 1 | 5 – 1 |       |

### Gruppo 2
| Squadra           | Pt. | G | V | N | P | GF | GS | DR |
| ----------------- | --- | - | - | - | - | -- | -- | -- |
| Flamurtari Valona | 11  | 6 | 3 | 2 | 1 | 8  | 5  | +3 |
| Skënderbeu        | 11  | 6 | 3 | 2 | 1 | 8  | 6  | +2 |
| Vllaznia          | 5   | 6 | 1 | 2 | 3 | 3  | 5  | -2 |
| Laçi              | 5   | 6 | 1 | 2 | 3 | 3  | 6  | -3 |

|                   | LAÇ   | FLA   | SKË   | VLL   |
| ----------------- | ----- | ----- | ----- | ----- |
| Laçi !            |       | 0 – 0 | 1 – 2 | 1 – 0 |
| Flamurtari Valona | 1 – 1 |       | 3 – 0 | 2 – 0 |
| Skënderbeu        | 1 – 0 | 4 – 1 |       | 1 – 1 |
| Vllaznia          | 2 – 0 | 0 – 1 | 0 – 0 |       |

## Semifinali
Le partite d'andata si sono giocate il 4 aprile, quelle di ritorno sono in programma il 18 aprile 2012.
| Squadra 1         | Totale | Squadra 2 | Andata | Ritorno |
| ----------------- | ------ | --------- | ------ | ------- |
| Skënderbeu        | 3 – 1  | Kastrioti | 3 – 1  | 0 – 0   |
| Flamurtari Valona | 2 – 5  | Tirana    | 0 – 3  | 2 – 2   |

## Finale
| Arbitro: | Lorenc Jemini |

|  |           |            |
|  | Marcatori | 107’ Balaj |